# Bnei Yehuda Tel Aviv FC
Bnei Yehuda Tel Aviv F.C., även kallad bara Bnei Yehuda, är en israelisk fotbollsklubb från staden Tel Aviv.

## Placering tidigare säsonger
| Säsong  | Nivå | Liga        | Placering | Referens | Notering                    |
| ------- | ---- | ----------- | --------- | -------- | --------------------------- |
| 2011/12 | 1    | Ligat ha'Al | 3         | [ 1 ]    |                             |
| 2012/13 | 1    | Ligat ha'Al | 4         | [ 2 ]    |                             |
| 2013/14 | 1    | Ligat ha'Al | 14        | [ 3 ]    | Nedflyttad till Liga Leumit |
| 2014/15 | 2    | Liga Leumit | 1         | [ 4 ]    | Uppflyttad till Ligat ha'Al |
| 2015/16 | 1    | Ligat ha'Al | 8         | [ 5 ]    |                             |
| 2016/17 | 1    | Ligat ha'Al | 11        | [ 6 ]    |                             |
| 2017/18 | 1    | Ligat ha'Al | 6         | [ 7 ]    |                             |
| 2018/19 | 1    | Ligat ha'Al | 5         | [ 8 ]    |                             |
| 2019/20 | 1    | Ligat ha'Al | 7         | [ 9 ]    |                             |
| 2020/21 | 1    | Ligat ha'Al | 13        | [ 10 ]   | Nedflyttad till Liga Leumit |
| 2021/22 | 2    | Liga Leumit | 8         | [ 11 ]   |                             |
| 2022/23 | 2    | Liga Leumit | 8         | [ 12 ]   |                             |
| 2023/24 | 2    | Liga Leumit | 3         | [ 13 ]   |                             |

## Kända spelare
- Emilijus Zubas